# ラストダンスには早過ぎる
「ラストダンスには早過ぎる」（ラストダンスにははやすぎる）は、1983年4月21日にリリースされた岩崎良美の13枚目のシングル。発売元はキャニオンレコード。

## 概要
A面曲「ラストダンスには早過ぎる」は、当時岩崎の事務所サイドのプロデューサーに就いた元ザ・タイガースの森本太郎の意見から生まれたカントリー調の曲。
作曲を手掛けた上久保純は、かつて ″ジュン上久保″ の名で音楽活動を行い、現在は広島県を中心に数々のイベントの企画などを手掛ける会社の社長を務める人物である。

## 収録曲
1. ラストダンスには早過ぎる（4分25秒）
作詞：売野雅勇 / 作曲：上久保純 / 編曲：大村雅朗
2. 波にさらわれた恋（3分26秒）
作詞：売野雅勇 / 作曲：小田裕一郎 / 編曲：大村雅朗